# فرانك ألبرت كوتون
فرانك ألبرت كوتون (بالإنجليزية: F. Albert Cotton)‏ (9 أبريل 1930م-20 فبراير 2007) هو كيميائي أمريكي، وكان رئيساً لمؤسسة دوهورتي - ليش، وأستاذ متميز في جامعة تكساس (A&M)، كما قام بتأليف أكثر من 1600 مقالة علمية. واشتهر فرانك كوتون بأبحاثه حول الفلزات الإنتقالية.

## تعليمه
ولد فرانك ألبرت كوتون في 9 أبريل عام 1930م في فيلادلفيا بولاية بنسلفانيا، ثم تعلم في المدارس المحلية العامة قبل التحاقه بجامعة دريكسل ثم جامعة تمبل، وبعد حصوله على درجة البكالوريوس من جامعة تمبل في عام 1951م واصل كوتون أبحاثه للحصول على درجة الدكتوراة وذلك تحت إشراف سير جيفري ويلكنسون من جامعة هارفارد حيث عمل على الميتالوسين، وحصل على شهادة الدكتوراة عام 19551955م. He received his دكتور في الفلسفة in 1955.

## إستقلاله المهني
بعد أن تخرج من جامعة هارفارد بدأ كوتون التدريس في معهد ماساشوستس للأبحاث والتكنولوجيا عام 1961م بعمر 31 عاماً، وبذلك يكون أصغر شخص يحصل على الأستاذية الكاملة بمعهد ماساشوستس. أكد عمله على التركيب الإلكتروني والكيميائي على حد سواء، كما كان رائداً في دراسة الروابط المتعددة بين ذرات المعادن الإنتقالية بدءاً من أبحاثه على هاليدات الرنيوم، وفي عام 1964م قام بالتعرف على الرابطة الرباعية بين أيونات chem|Re|2|Cl|8|2-، ثم ركزت أبحاثه على الروابط المعدنية بين أنواع المعادن الأخرى. كما أوضح تركيب الخلات ثنائي الكروم.
كان كوتون من أوائل المؤيدين لحيود الأشعة السينية للكريستالة كأداة لتوضيح الخصائص الكيميائية الواسعة للمركبات المعدنية. وخلال دراساته على المجموعات أظهر أن هناك الكثير من المرونة في المركبات، حيث تغير الروابط أماكنها بالتبادل التناسقي على مدى فترات زمنية ملحوظة طيفياً، كما صاغ مصطلح «التلامس» والتسميات المشتقة منه.
وفي عام 1962م قام كوتون بتمثيل التركيب البلوري لإنزيم ستافيلوكوكال نيوكليز ونشر عام 1971م، ثم اودع في بنك معلومات البروتين باعتبارهِ واحداً من أطول هياكل البروتينات الكريستالية.
وانتقل فرانك كوتون إلى جامعة تكساس (A&M)في عام 1972م باسم روبرت ولش أستاذ الكيمياء، وفي العام التالي سمي أستاذ الكيمياء المتميز دوهورتي ولش، كما شغل منصب مدير مختبر الجامعة للهياكل الجزيئية والروابط.

## تأثيره التربوي

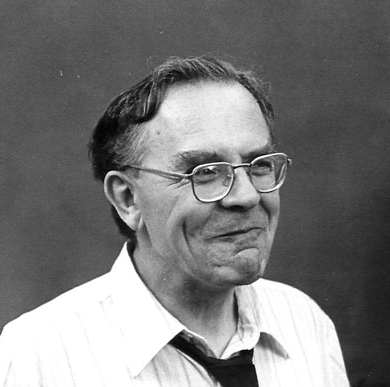
السير جيفري ويلكنسون

قام كوتون بتدريس الكيمياء غير العضوية بالإضافة إلى أبحاثه، حيث ألف نظرية التطبيقات الكيميائية للمجموعة، ويركز هذا النص على مجموعة التحليلات النظرية للتحليل الطيفي والترابط.
ويعرف كوتون جيداً بين طلاب الجامعة على أنه المؤلف المشارك في تأليف الكتاب المتقدم في الكيمياء غير العضوية والذي يوجد الآن في الإصدار السادس باللغة الإنجليزية. قام بتأليف الكتاب مع المشرف على أطروحة الدكتوراه الخاصة به وهو السير جيفري ويلكنسون والآن مع المؤلفون المشاركون كارلوس موريللو ومانفريد بوكمان، يعرف الكتاب في العامية باسم «كوتون وويلكنسون»، ويناقش النص أيضاً كيمياء التنسيق، والكيماء العنقودية، والتحفيز المتجانس، والكيمياء العضوية.
كما عمل كوتون في الكثير من هيئات تحرير المجلات العلمية بما فيها مجلة الجمعية الكيميائية الأمريكية، والكيمياء العضوية، والكيمياء غير العضوية. وترأس أيضاً شعبة الكيمياء غير العضوية في المجتمع الكيميائي الأمريكي وعمل كمستشار بها لمدة 5 سنوات، وكان عضواً في مجلس إدارة الولايات المتحدة القومية للعلوم (1986م-1998م) والتي تشرف على المؤسسة القومية للعلوم، ولجان معمل الأبحاث القومي بتكساس.
وأشرف كوتون على أبحاث وأطروحات دكتوراه ل116 طالب، فضلاً عن 150 زمالة لطلاب ما بعد الدكتوراه.

## تقدير المجتمع له
حصل فرانك ألبرت كوتون على العديد من الجوائز ومن بينها الميدالية القومية الأمريكية للعلوم في عام 1982م، وجائزة وولف عام 2000م، ووسام بريستلي، والتقدير الأرفع من الجمعية الكيميائية الأمريكية عام 1998م.
وقرر قسم الكيمياء بجامعة (A&M) بتكساس بالتعاون مع القسم المحلي بالجمعية الكيميائية الأمريكية أن ينتج ميدالية فرانك ألبرت كوتون للتميز في البحوث الكيميائية، كما سميت جائزة أخرى باسمهِ وهي جائزة فرانك كوتون للكيمياء الصناعية غير العضوية، حيث تقدم هذه الجائزة في الاجتماع القومي للجمعية الكيميائية الأمريكية كل عام.
كان فرانك كوتون عضواً في الأكاديمية القومية للعلوم بالولايات المتحدة الأمريكية، والأكاديميات الأخرى في روسيا، والصين، والمملكة المتحدة، وفرنسا، والدنمارك، وكذلك الجمعية الفلسفية الأمريكية، وحصل على 29 شهادة درجة دكتوراه فخرية.

## ترشحه لرئاسة الجمعية الكيميائية الأمريكية
تسبب ترشح فرانك كوتون لمنصب رئاسة الجمعية الكيميائية الأمريكية لعام 1984م في الكثير من الجدل، حيث كان يرسل رسالة إلى أعضاء مختارين واصفاً خصمه بأنه «كيميائي صناعي متوسط». وفي النهاية خسر كوتون أمام خصمه الدكتور وارن نيديرهازر.

## ميدالية فرانك ألبرت كوتون للتميز في الأبحاث الكيميائية
يمنح وسام فرانك ألبرت كوتون سنوياً من قبل الجمعية الكيميائية الأمريكية، والتي يرعاها صندوق هبات فرانك ألبرت كوتون.

### الحاصلون على الجائزة
المصدر: AMERICAN CHEMICAL SOCIETY, TEXAS A&M UNIVERSITY
- في عام 2015م دوغلاس جيم ريس، معهد كاليفورنيا للتكنولوجيا.
- في عام 2014م كارل باري شاربلس، معهد سكريبس للأبحاث.
- في عام 2013م برايان هوفمان، جامعة نورث وسترن.
- في عام 2012م روبرت غراهام كوكس، جامعة بيردو.
- في عام 2011م جورج وايت سيدز، جامعة هارفارد.
- في عام 2010م بيتر جون ستانج، جامعة يوتا.
- في عام 2009م ريتشارد نيل زاري، جامعة ستانفورد.
- في عام 2008م تشي هوي وونغ، معهد سكريبس للأبحاث وجامعة تايوان القومية.
- في عام 2007م جاكلين بارتون، معهد كاليفورنيا للتكنولوجيا.
- في عام 2006م روبن هوشستراسر، جامعة بنسلفانيا.
- في عام 2005م ريتشارد هولم، جامعة هارفارد.
- في عام 2004م ألبرت إيشمنوسر، المعهد الفيدرالي السويسري للتكنولوجيا، زيورخ، ومعهد سكريبس للأبحاث.
- في عام 2003م غابور سامورجاي، جامعة كاليفورنيا، بيركلي.
- في عام 2002م عادا يونات، معهد وايزمان للعلوم.
- في عام 2001م صاموئيل دينشفسكي، قسم الكيمياء بجامعة كولومبيا.
- في عام 2000م توبين ماركس، قسم الكيمياء بجامعة نورث ويسترن.
- في عام 1999م ألكسندر بينس، قسم الكيمياء بجامعة كاليفورنيا، بيركلي.
- في عام 1998م جوان سطاب، قسم الكيمياء بمعهد ماساشوستس للتكنولوجيا.
- في عام 1997م بيير جيل دي جين، المدرسة العليا للفيزياء والكيمياء الصناعية لمدينة باريس، جامعة فرنسا.
- في عام 1996م جورج أولاه، قسم الكيمياء بجامعة جنوب كاليفورنيا.
- في عام 1995م فرانك ألبرت كوتون، قسم الكيمياء بجامعة A&M بتكساس.[37]

## وفاته
توفي كوتون في 20 فبراير 2007م في محطة كوليج بتكساس نتيجة مضاعفات إصابة في الرأس إثر سقوطه في عام 2006م، وقد خلف وراءه زوجته ديان دورناشير والتي تزوجها في عام 1959م، وابنتيهما جنيفر وجين.

## روابط خارجية
- فرانك ألبرت كوتون على موقع إن إن دي بي (الإنجليزية)